# 韓振熙
韓振熙（1949年3月14日—），男，韓國演員。1969年TBC第9期公開招募演員出道，妻子的妹妹為演員芮秀貞。

## 經歷
- 1990年TV放送演技者協會會長
- 1993至今韓國放送者演技協會分會長
- 光輝志願服務者演員

## 影視作品

### 電視劇

#### 1970年代
- 1973年：KBS《母親》
- 1975年：KBS《刑事》
- 1975年：SBS《美化》
- 1975年：MBC《玉笛》
- 1975年：MBC《大兒媳》
- 1976年：MBC《婚禮進行曲》
- 1977年：MBC《諾言》
- 1979年：MBC《鴛鴦別曲》

#### 1980年代
- 1981年：MBC《恐怖的幻想》
- 1982年：KBS《天生緣分》
- 1982年：MBC《妻子》
- 1983年：MBC《融冰》
- 1983年：SBS《媽媽，你忙嗎》
- 1984年：MBC《春香傳出軌》
- 1984年：MBC《炙熱的大海》
- 1984年：SBS《家門》
- 1984年：KBS《家族》
- 1984年：MBC《客死》
- 1989年：KBS《一半失敗》
- 1989年：KBS《無盡的愛》

#### 1990年代
- 1990年：KBS《我們愛罪人》
- 1991年：KBS《Les te 奏鳴曲》
- 1996年：MBC《不離婚的原因》
- 1996年：MBC《若我們愛》飾演 金昌煥
- 1996年：KBS《澡堂老闆家的男人》（客串）
- 1997年：MBC《我們心中的幸福》
- 1997年：SBS《背後的男人》
- 1998年：KBS《野望的傳說》飾演 朴昌植
- 1999年：MBC《請相愛》
- 1999年：MBC《美麗的選擇》

#### 2000年代
- 2000年：MBC《傻瓜般的愛》
- 2001年：SBS《雙面歌姬》
- 2001年：SBS《愛是這樣的》
- 2001年：KBS《情定大飯店》飾演 金福萬
- 2001年：SBS《生命花》
- 2002年：SBS《在你身邊真好》飾演 韓根洙
- 2002年：MBC《正在戀愛中》
- 2002年：MBC《吾愛是誰》
- 2003年：KBS《青青草》飾演 成俊萬
- 2003年：KBS《百萬朵玫瑰》
- 2004年：MBC《花王仙女》飾演 文熙康
- 2004年：SBS《小島老師》
- 2004年：KBS《愛情的條件》飾演 姜漢傑
- 2005年：SBS《老天爺啊！給我愛》（客串）
- 2005年：MBC《秋日驟雨》
- 2005年：KBS《再見了悲傷》飾演 朴日浩
- 2005年：SBS《綠薔薇》飾演 吳會長
- 2006年：KBS《順玉》
- 2006年：SBS《遊戲女王》飾演 姜在浩
- 2006年：KBS《19歲的純情》飾演 朴東國
- 2006年：MBC《現在愛情結束了》飾演 尹秉言
- 2007年：KBS《比天高比地厚》飾演 英明的父親
- 2007年：MBC《那樣也喜歡》飾演 尹日鐘
- 2007年：SBS《糟糠之妻俱樂部》飾演 韓深漢
- 2008年：SBS《愛子的姐姐敏子》
- 2008年：KBS《風之國》飾演 帶素
- 2008年：SBS《大老婆的反擊》飾演 韓深漢
- 2009年：KBS《恩師時候的樹》
- 2009年：KBS《回家的路》飾演 宮相植
- 2009年：SBS《綠色馬車》飾演 尹聖根
- 2009年：MBC《寶石拌飯》飾演 宮尚植
- 2009年：SBS《天使的誘惑》飾演 申禑涉

#### 2010年代
- 2010年：MBC《人生多美麗》飾演 智慧生父
- 2010年：MBC《Gloria》飾演 夏萬錫
- 2010年：SBS《近肖古王》飾演 契王（扶余君）
- 2011年：SBS《新妓生傳》飾演 琴御山
- 2011年：MBC《最佳愛情》飾演 具子哲
- 2011年：SBS《太陽的新娘》飾演 李江祿
- 2011年：MBN《來了來了終於來了》飾演 金屈指Goolgie
- 2012年：MBC《吳子龍走吧》飾演 吳萬秀
- 2012年：SBS《清潭洞愛麗絲》飾演 車逸南
- 2012年：MBC《想你》飾演 韓泰俊
- 2012年：JTBC《無子無憂》飾演 詠賢的父親
- 2013年：MBC《金子輕鬆出來吧》飾演 朴順祥
- 2013年：SBS《兩個女人的房間》飾演 閔東哲
- 2013年：SBS《結婚三次的女人》飾演 吳炳植
- 2014年：MBC《來了！張寶利》飾演 李東厚
- 2014年：tvN《高校處世王》飾演 劉載國
- 2014年：MBC《狎鷗亭白夜》飾演 趙常勳
- 2014年：SBS《美女的誕生》飾演 李正植
- 2015年：SBS《Remember－兒子的戰爭》飾演 南日浩
- 2015年：MBC《明天也勝利》飾演 徐東天
- 2017年：MBC《前世的冤家們》飾演 崔太平
- 2019年：MBC《沒有第二次》飾演 羅王三
- 2020年：tvN《青春紀錄》飾演 史閔基
- 2022年：TV朝鮮《結婚作詞，離婚作曲3》飾演 誓會長

### 電影

#### 1970年代
- 1976年：《비정시대》
- 1977年：《아내에게바치는노래》
- 1977年：《표적》
- 1978年：《절정》
- 1978年：《O양의아파트》
- 1979年：《병태와영자》
- 1979年：《기사를삼킨장미》
- 1979年：《광염소나타》
- 1979年：《돌의초상》
- 1979年：《청춘의덫》

#### 1980年代
- 1980年：《창밖의여자》
- 1981年：《빙점81》
- 1981年：《사랑하는사람아》
- 1981年：《여자가울린남자》
- 1983年：《親愛的人2》
- 1984年：《사랑하는사람아3》
- 1984年：《그해겨울은따뜻했네》
- 1984年：《반노2》
- 1984年：《親愛的人4》
- 1984年：《那年暖冬》
- 1986年：《토요일은밤이없다》
- 1986年：《星期六的晚上》
- 1987年：《빙해》
- 1988年：《화춘》
- 1989年：《여인파티》

#### 1990年代
- 1990年：《너는나의황홀한지옥》
- 1992年：《여자의방》

#### 2000年代
- 2001年：《我的野蠻女友》
- 2004年：《我的小小新娘》

## 獲獎記錄
- 1975年：TBC電視戲劇獎
- 1975年：TBC電視劇代理獎
- 1977年：TBC放送演技大獎
- 1977年：第13屆百想藝術大賞男子最優秀演技獎
- 1979年：戲劇電影TV藝術賞演技獎
- 1996年：TBC舞台劇獎最佳男主角
- 2006年：第8屆KBS正氣言語賞特別獎

## 外部連結
- NAVER （页面存档备份，存于）